# Stefan Bozhkov
Stefan Bozhkov (Sofia, 20 de setembro de 1923 — 1 de fevereiro de 2014) foi um futebolista e treinador da Bulgária, medalha de bronze nos Jogos Olímpicos de 1956, em Melbourne. 

## Carreira
Stefan Bozhkov fez parte do elenco medalha de bronze, nos Jogos Olímpicos de 1956, como jogador.